# Stevens Ducks football 1872-1879
Nelle stagioni che vanno dal 1872 al 1879, gli Stevens Ducks football, rappresentanti lo Stevens Institute of Technology hanno partecipato ad un totale di 38 gare con un record di 16-13-9.

## 1872
| 11-23-1872           | at Columbia* | New York, NY | L 0-6 |
| *Gare non-conference |              |              |       |

## 1873
| 10-18-1873           | New York*                 | Hoboken | W 6-1 |
| 10-25-1873           | Columbia*                 | Hoboken | L 1-2 |
| 11-15-1873           | City College of New York* | Hoboken | W 3-0 |
| 11-26-1873           | vs. New Jersey AC*        |         | W 2-0 |
| *Gare non-conference |                           |         |       |

## 1874
| 10-31-1874           | at Columbia* | New York          | W 4-2 |
| 11-01-1874           | at Rutgers*  | New Brunswick, NJ | L 0-6 |
| 11-10-1874           | New York*    | Hoboken           | W 6-0 |
| 11-18-1874           | at Yale*     | New Haven, CT     | L 0-6 |
| *Gare non-conference |              |                   |       |

## 1875
| 10-17-1875           | New York*                 | Hoboken           | W 5-0 |
| 10-24-1875           | at Rutgers*               | New Brunswick, NJ | L 0-6 |
| 10-31-1875           | City College of New York* | Hoboken           | W 6-0 |
| 11-04-1875           | Columbia*                 | Hoboken           | L 1-2 |
| 11-13-1875           | City College of New York* | Hoboken           | W 6-0 |
| 11-20-1875           | at Princeton*             | Princeton, NJ     | L 0-6 |
| 11-23-1875           | vs. Rutgers JV*           | ?                 | W 3-1 |
| *Gare non-conference |                           |                   |       |

## 1876
| 10-31-1876           | New York*     | Hoboken           | W 8-0 |
| 11-01-1876           | at Rutgers*   | New Brunswick, NJ | L 2-3 |
| 11-11-1876           | Columbia*     | Hoboken           | W 5-3 |
| 11-18-1876           | at Columbia*  | New York          | L 0-4 |
| 1876                 | vs. Columbia* |                   | T 1-1 |
| *Gare non-conference |               |                   |       |

## 1877
| 10-27-1877           | Rutgers*                  | Hoboken           | W 2-1  |
| 11-13-1877           | Columbia*                 | Hoboken           | T 0-0  |
| 11-14-1877           | at Rutgers*               | New Brunswick, NJ | W 1-0  |
| 11-17-1877           | City College of New York* | Hoboken           | W 6-0  |
| 11-24-1877           | at Yale Freshmen*         | New Haven, CT     | L 0-13 |
| *Gare non-conference |                           |                   |        |

## 1878
| 10-26-1878           | at Princeton* | Princeton, NJ     | L 0-4 |
| 10-29-1878           | at Rutgers*   | New Brunswick, NJ | T 0-0 |
| 11-05-1878           | vs. Columbia* |                   | T 0-0 |
| 11-09-1878           | Rutgers*      | Hoboken           | W 1-0 |
| *Gare non-conference |               |                   |       |

## 1879
| 10-09-1879           | Stevens Tech Alumni* | Hoboken           | T 0-0 |
| 10-25-1879           | Columbia*            | Hoboken           | T 0-0 |
| 11-08-1879           | at Princeton*        | Princeton, NJ     | L 0-7 |
| 11-11-1879           | Rutgers*             | Hoboken           | L 0-1 |
| 11-23-1879           | at Rutgers*          | New Brunswick, NJ | T 3-3 |
| 11-25-1879           | Rutgers*             | Hoboken           | W 3-1 |
| 12-06-1879           | Stevens Tech Alumni* | Hoboken           | T 0-0 |
| 12-13-1879           | Rutgers*             | Hoboken           | T 0-0 |
| *Gare non-conference |                      |                   |       |